# Mars 1924

## Événements
- Abdelaziz Ibn Sa'ud laisse l’Ikhwan lancer ses raids dans le Hedjaz au moment où Hussein, chef des Hachémites, se proclame calife.
  - Bien que tentant une médiation, les Britanniques abandonnent progressivement Hussein, jugé trop intransigeant et refusant de ratifier les traités de paix organisant le Moyen-Orient. En juin, les saoudiens dénient publiquement à Hussein toute prétentions califale et se présentent comme les exécutants du monde arabe et musulman pour le châtier. L’offensive est déclenchée durant l’été.

- 1er mars: catastrophe de Nixon Nitration Works à Edison (New Jersey).

- 17 mars au 28 septembre : sous le commandement du major Martin, quatre Douglas World Cruiser de l'United States Army Air Service quittent Seattle pour un tour du monde aérien avec escales. Deux de ces appareils, le Chicago et le New Orleans, parviennent à boucler le parcours en se posant à Seattle le 28 septembre suivant après 371 heures et 11 min de vol. Ce tour du monde comprend, notamment, la première traversée de l'Atlantique Nord dans le sens Ouest-Est avec escales (quatre appareils plus un appareil italien, mais ce dernier sombre en mer et l'équipage est miraculeusement sauvé) et la première traversée du Pacifique avec escales (trois appareils).

- 20 mars : le Majlis est amené à se prononcer sur un projet de loi visant à créer une République en Perse. Sur les 117 députés présents lors de la séance, 32 ont directement appuyé le projet républicain, 56 ont exigé l'abdication d'Ahmad Shah au profit de Firouz Kajar (en) et 29 ont formé un groupe modéré, penchant vers la droite conservatrice, autour de la personnalité d'Hassan Modarres.

- 25 mars : les militaires grecs proclament la république. Le roi Georges II part en exil. Début d’une période chaotique et de coups d’État militaires.

- 28 mars : création de la « Compagnie française des Pétroles » (futur « Total »).

- 29 mars : Radiola prend le nom de Radio Paris.

## Naissances
- 1er mars : 
  - Donald Kent Slayton, astronaute américain († 13 juin 1993).
  - Marc Eyraud, comédien français († 15 février 2005).
- 3 mars : Micheline Dax (Ethevenon), actrice et chanteuse française († 27 avril 2014).
- 6 mars : William H. Webster, juriste, avocat américain († 8 août 2025).
- 11 mars : Jozef Tomko, cardinal slovaque, préfet émérite de la Congrégation pour l'évangélisation des peuples († 8 août 2022).
- 18 mars : Alexandre José Maria dos Santos, cardinal du mozambicain, archevêque émérite de Maputo († 29 septembre 2021).
- 21 mars : Emanuele Macaluso, syndicaliste, homme politique et journaliste italien († 19 janvier 2021).
- 25 mars : Machiko Kyō, actrice japonaise († 12 mai 2019).
- 30 mars : Serge Vandercam, photographe, peintre et sculpteur belge († 10 mars 2005).

## Décès
- 6 mars : August Font i Carreras, architecte espagnol (° 2 juin 1846).
- 17 mars : Joseph Hellebaut, militaire et homme politique belge (° 21 février 1842).
- 20 mars : Fernand Cormon (Fernand Anne Piestre), peintre (naturaliste) français (° 1845).
- 22 mars : Louis Delluc, critique, scénariste et réalisateur français (° 1890).